# Carlos Henrique Silva Oliveira
Carlos Henrique Silva Oliveira (Brasília, 13 de agosto de 1972) é um prelado brasileiro da Igreja Católica, atual bispo de Tocantinópolis.

## Biografia
Cursou filosofia e teologia no Seminário Maior arquidiocesano de Brasília de 1995 a 2001, sendo ordenado diácono em 8 de dezembro de 2001 e recebendo a ordenação presbiteral em 7 de dezembro de 2002, sendo incardinado na Arquidiocese de Brasília.
Trabalhou na paróquia de Santíssima Trindade, no Gama, como administrador paroquial (2002-2004) e depois pároco (2004-2007), como sacerdote fidei donum na Diocese de Roraima entre 2007 e 2010, pároco de Santo Inácio de Loyola, em Samambaia de 2011 a 2014 e de São Pedro de Alcântara em Brasília-DF de 2014 a 2022. É pós-graduado em teologia pela Faculdade de Teologia da arquidiocese de Brasília, onde estudou entre 2017 e 2018. Também possui pós-gradução em direito canônico familiar.
Exerceu também os cargos de coordenador da comissão de Proteção de Menores e Pessoas Vulneráveis, vigário episcopal para a Pastoral Social e a Caritas, Juiz do Tribunal Eclesiástico, vigário episcopal do Vicariato Central e membro do Conselho Presbiteral. De 2023 a 2024, foi pároco de Santo Cura D'Ars em Brasília e é mestrando em direito canônico no Instituto superior de Direito Canônico do Rio de Janeiro, com extensão em Goiânia.
Em 19 de março de 2024, foi nomeado pelo Papa Francisco como bispo de Tocantinópolis. Recebeu a ordenação episcopal em 1 de maio seguinte, na Catedral Metropolitana de Brasília, juntamente com o bispo auxiliar de Brasilia, Vicente de Paula Tavares, sendo o ordenante principal o arcebispo de Brasilia, cardeal Paulo Cezar Costa, coadjuvado pelo arcebispo de São Salvador da Bahia, cardeal Sérgio da Rocha e pelo bispo de Luziânia, Waldemar Passini Dalbello. Tomou posse da Diocese de Tocantinópolis em 25 de maio de 2024 ás 17h30 na Catedral Diocesana Nossa Senhora da Consolação em Tocantinópolis.